# Interner Auditdienst
Die Interne Auditdienst (IAS) ist eine Dienststelle der Europäischen Kommission. Die Dienststelle ist dem Kommissar Didier Reynders zugeordnet und wird von der Generaldirektorin Agnieszka Kaźmierczak geleitet. Der IAS führt etwa 150 Prüfungen (Audits) jährlich in den verschiedenen Dienststellen der Kommission durch, gibt diesen Empfehlungen, wie sie ihre Verwaltungsprozesse verbessern können (für Risiken, Kontrollen und Governance) und soll so eine effektive und effiziente Verwaltung fördern.

## Direktionen
Die Dienststelle ist in Brüssel angesiedelt und gliedert sich in drei Direktionen:
- Direktion A: Audit in EU-Agenturen und anderen selbstständigen Einrichtungen
- Direktion B: Audit in der Kommission und Exekutivagenturen I
- Direktion C: Audit in der Kommission und Exekutivagenturen II